# 德里克·帕拉
德里克·帕拉（英語：Derek Parra，1970年3月15日—），美国男子速度滑冰运动员。他曾代表美国获得2002年冬季奥运会速度滑冰比赛男子1500米金牌和5000米银牌。他也参加了2006年冬季奥运会。